# Adli Lachheb
Adli Lachheb (* 22. Juni 1987 in Monastir) ist ein ehemaliger tunesischer Fußballspieler und heutiger -trainer.

## Karriere

### Vereine
Zur Saison 2010/11 wechselte Lachheb vom Halleschen FC zum Zweitligisten FC Erzgebirge Aue, bei dem er einen Zweijahresvertrag erhielt. Am 14. August 2010 absolvierte er in der 1. Hauptrunde des DFB-Pokals gegen Borussia Mönchengladbach sein erstes Pflichtspiel für den FC Erzgebirge Aue. Eine Woche später kam er gegen SC Paderborn 07 zu seinem ersten Zweitligaeinsatz.
In der Sommerpause 2012 wechselte Lachheb zum Ligakonkurrenten MSV Duisburg, wo er einen Zweijahresvertrag unterzeichnete. Aufgrund des Lizenzentzugs der Zebras kehrte er bereits ein Jahr später ablösefrei zum Halleschen FC zurück, kam dort allerdings bis zur Winterpause nur auf wenige Einsätze, woraufhin er bereits Ende Januar 2014 in die Regionalliga Südwest zum KSV Hessen Kassel wechselte.
Von Januar bis Juni 2015 spielte Lachheb fünfmal für den SSV Jahn Regensburg in der dritten Liga. Nach einem kurzen Gastspiel beim BFC Dynamo in Berlin wechselte Lachheb im Sommer 2016 zum Oberligisten VfB Germania Halberstadt. Mit der Germania gelang ihm 2017 der Aufstieg in die Regionalliga Nordost. Nach zwei Jahren verließ er den Verein und zur Saison 2018/19 schloss er sich dem Regionalliga-Aufsteiger SV Straelen an. Auch nach dem direkten Wiederabstieg in die Oberliga blieb er in Straelen und stieg mit der Mannschaft 2020 wieder in die Regionalliga auf.
2022 wurde Lachheb Co-Trainer des Vereins unter dem neuen Cheftrainer Sunday Oliseh. Nach dessen Rücktritt behielten auch die Nachfolger Bekim Kastrati, Kevin Wolze und Sunay Acar Lachheb jeweils als Assistenten.

### Nationalmannschaft
Lachheb wurde im Januar 2011 für ein Freundschaftsspiel gegen Algerien in die tunesische A-Nationalmannschaft berufen, die Partie wurde wenig später aber wegen infrastruktureller Probleme abgesagt.